# Elasmus grimmi
Elasmus grimmi är en stekelart som beskrevs av Girault 1920. Elasmus grimmi ingår i släktet Elasmus och familjen finglanssteklar. Inga underarter finns listade i Catalogue of Life.